# یاد (آلمان)
یاد (به آلمانی: Jade) یک شهر در آلمان است که در وزرمارش واقع شده‌است. یاد ۵٬۹۱۳ نفر جمعیت دارد.